# Arminiánusok

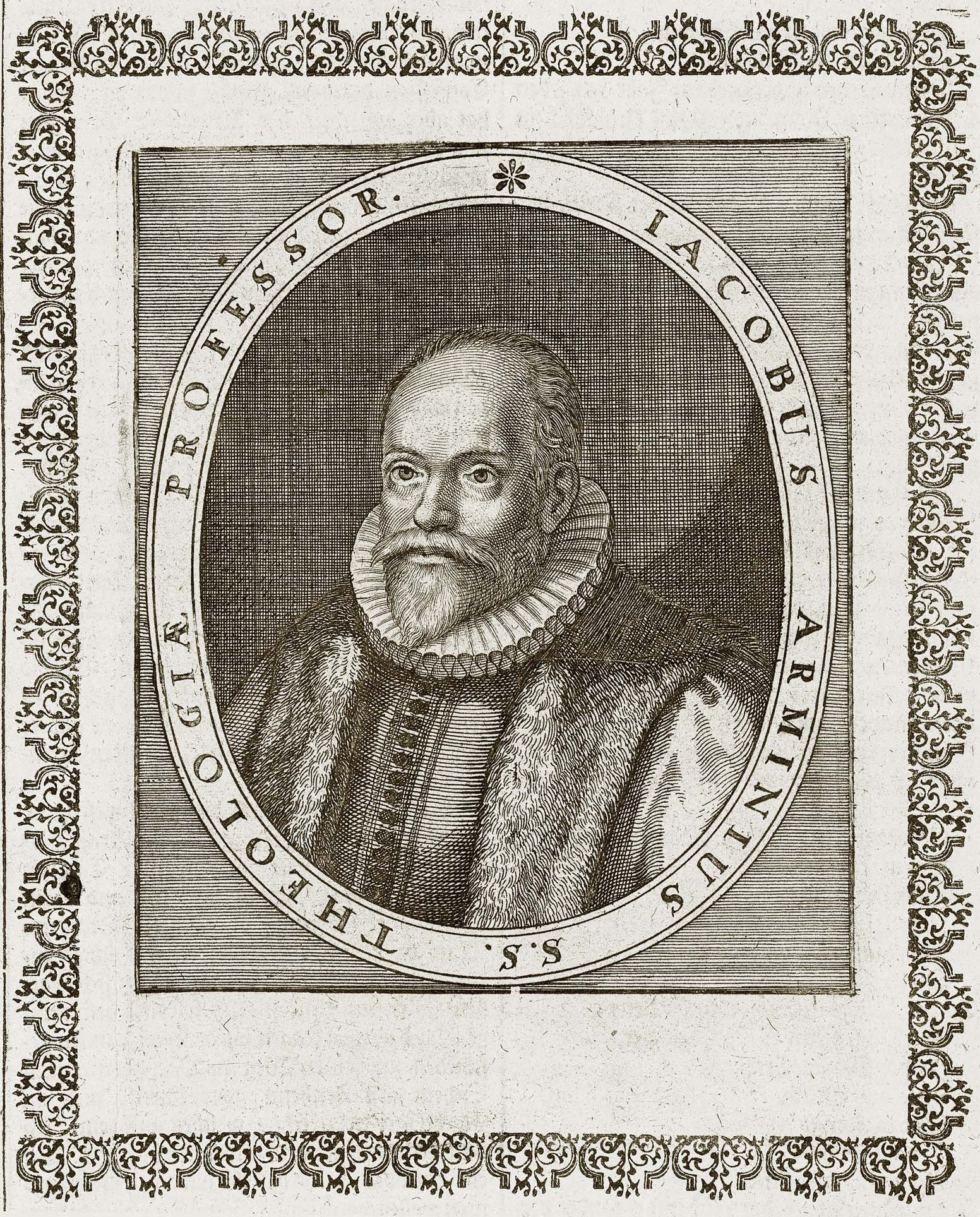
Jakob Arminius (1560-1609)

Az arminiánusok vagy remonstránsok a szigorú kálvinizmus ellenzői voltak, a hollandiai református egyházban előbb pártot, majd külön felekezetet képeztek.

## Az alapító, Jakob Arminius
Az arminiánusok alapítója Jakob Arminius  (1560–1609) leideni hittanár volt. Arminius 1609-ben puhítani akarta az eleve elrendelés (praedestinatio) és a kegyelem tanát, és emiatt összeütközésbe került tanártársával, Francis Gomarral, valamint a belga hitvalláshoz ragaszkodó lelkészekkel és tanárokkal. Az egyre kiszélesedő vita folyamán azonban rövidesen meghalt.

## A viták folytatása
Arminius halála után tanítványa, Simon Episcopius (1583–1643) leideni hittanár állt a párt élére. Simon Episcopiushoz csatlakozott Johannes Wtenbogaert, Casparus Barlaeus és Nicolaas Grevinckhoven 1610-ben benyújtották a hollandi rendekhez Remonstrantia nevű hitvallásukat öt cikkben, kérve a belgiumi hitvallás átnézését és nézeteiknek türelmet. Az Öt Cikk lényege, hogy az ember üdvössége nem egyedül Isten eleve elrendelésétől függ, mint azt a szigorú kálvinisták tanították, hanem az emberi akarattól is, ez levén az isteni kegyelem elfogadásának egyik tényezője. E kérvényről szokták az arminiusokat remonstránsoknak is nevezni. A gomaristák Contra remonstrantiával válaszoltak. A hágai értekezleten (Collatio, 1611) megállapodás nem volt elérhető. Johannes Wtenbogaert a remonstránsok védelmezését a polgári hatóságtól várta, akit arra jogosítottnak tartott és erről könyvet írt (Tractaet van 't ambt ende Authoriteyt eener hoogher Christelicker Overheyt, 1610). E művét cáfolta Ruard Acronius (Noodwendig Vertoog, 1610). A köztársasági államforma fenntartásáért küzdő politikai párt főemberei, az agg Johan van Oldenbarnevelt nyugalmazott államtanácsos, Hugo Grotius rotterdami jogász támogatták a remonstránsokat, sőt Grotius De jure summarum potestatum circa sacra című értekezésében (1613) fejtegette az állam jogát a vallásközi béke megóvására. A rendek csakugyan helyeselték (1614) a remonstránsok kérelmét s mindkét félre kötelező parancsolatot bocsátottak ki a barátságos vitatkozás és kölcsönös szeretet érdekében. E parancs ellenében Bogerman és Sibrandus Lubbertus kontraremonstránsok azt bizonyítgatták irataikban, hogy világi hatóságnak semmi joga nincs vallásügyi kérdésben rendelkezni; ez ellen adta ki cáfolatként Hugo Grotius a Pietas Ordinum Hollandiae című művét.

## A dordrechti zsinat (1618–1619)

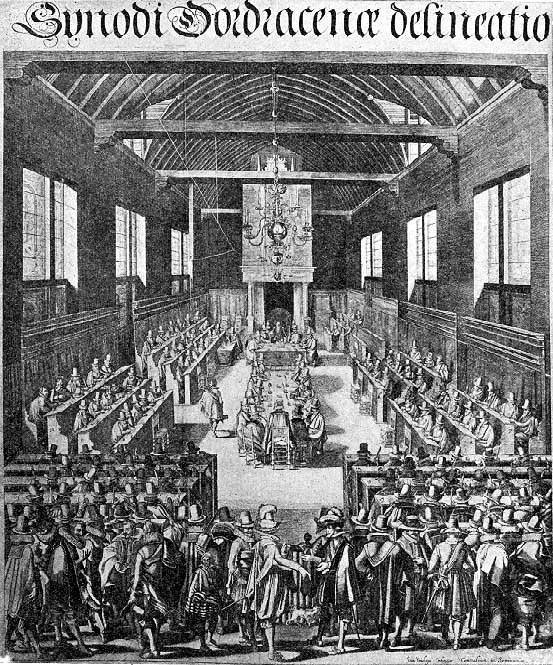
A dordrechti zsinat, 1618. november 13.

### Előzményei
A politikai párt beavatkozása a hittani vitát viharosabbá és szenvedélyesebbé tette, mert a gomaristák és a nép zöme Orániai Móric helytartó köré sorakoztak, aki fejedelmi jogát akarta megszilárdítani az ún. orangisták élén. A fejedelem a gomaristák által sürgetett nemzeti zsinatra, mint illetékes testületre, utalta a vitás hittani kérdés megoldását.

### A zsinat eseményei
1618. november 13-ára hívták össze Dordrechtbe a dortrechti (dorti) nemzeti zsinatot. Mivel meghívták a külföldi református egyházak képviselőit is Angliából, Skóciából, Franciaországból, Németországból és Svájcból, a zsinat egyetemes református jellegűvé lett; a zsinat által alkotott 83 kánont a református ortodoxia egyik hitvallásának szokták tekintetni. E zsinat fél évig tartott, 180 üléssel elnöke volt a szigorú kálvinista lelkész, Johannes Bogerman; tagjai voltak 5 hittanár, 36 lelkész, 20 presbiter (világi) és külföldről 24 képviselő. A megidézett remonstránsokat vádlottaknak tekintették; vezetőjüknek, Episcopiusnak azon javaslata, hogy az eddigi kálvinista tanok cáfolásával nyissák meg a tárgyalást, elvetették és csak a saját álláspontjuk védelmét engedték meg; miután az ilyen eljárás ellen keményen felléptek, a zsinatból kizárták őket. Távollétükben tanaikat veszélyeseknek ítélték, és a dordrechti kánonokban a remonstránsok öt cikkét elvetették.
A dordrechti kánonok összefoglalása 5 pontban:
1. Teljes romlottság (teljes képtelenség a jóra)
2. Feltétel nélküli kiválasztás
3. Korlátozott engesztelés (részleges vagy behatárolt megváltás)
4. Ellenállhatatlan kegyelem
5. A szentek állhatatossága (üdvösségre való megtartatása)

A fenti pontok angol megfelelőinek kezdőbetűit egymás mellé téve egy virág (angol) nevét kapjuk: T.U.L.I.P. – magyarul tulipán (1. Total Depravity, 2. Unconditional Election, 3. Limited Atonement, 4. Irresistible Grace, 5. Perseverance of The Saints). Az angol nyelvterületen ezzel a betűszóval szoktak hivatkozni a kálvinizmus öt pontjára. Bár ez az öt pont ugyan hűen és helyesen mutatja be a kálvinizmus lényegét, azonban a kálvinizmus a maga egészében ennél sokkal több.

### Az öt cikk – Remonstrancia
A híres remonstráns öt cikk tartalma a következő:
1. Isten azokat rendelte örök üdvre, akikről előre látta, hogy a hitben mindvégig megmaradnak, vagyis az elővégzet feltételes és egyetemes, azaz minden emberre kiterjed.
2. Jézus halála által minden egyes ember bűnéért eleget tett, de csak a benne hivők részesülnek az elégtétel hasznaiban.
3. A hit és megtérés Isten ajándéka.
4. A kegyelem, mint Isten ajándéka, hatálytalan marad, ha a bűnös ember akarata annak ellenszegül.
5. Ilymódon a hit és kegyelmi állapot elveszthető.

### A zsinat következményei
A végzés előtt meghajolni nem akaró remonstránsokat, mintegy 200 lelkészt, hivatalukból elmozdították és száműzték. Politikai indokból az agg Johan van Oldenbarneveltet a spanyolokkal való szövetség vádjával halálra, Grotiust örökös fogságra ítélték. Móric orániai herceg halála után, 1625-ben állt be újabb fordulat. Utóda, Frigyes Henrik, biztosnak érezte trónját, ezért nagyobb türelmet tanúsított. A száműzöttek visszatértek, Simon Episcopius is visszajött Franciaországból, tanára lett az arminiánusok első főiskolájának Amszterdamban (1634), ő írta meg 25 cikkben az arminiánusok hitvallását (Declaratio Sententiae Pastorum, 1622), és ennek védelmét (Apologia, 1629) a remonstránsokkal szemben fellépő Johannes Polyander, André Rivet, Antonius Walaeus és Antonius Thysius birálata (Censura) ellen.

## Lásd még
- Kálvinizmus
- Belga hitvallás; ford. Juhász Ágnes; Koinónia, Kolozsvár, 1998 (Confessiones reformatorum)
- Dordrechti kánonok; ford. Böröczki Tamás; Koinónia, Kolozsvár, 2000 (Confessiones reformatorum)